# Newark, Ohio
Newark là một thành phố thuộc quận Licking, tiểu bang Ohio, Hoa Kỳ. Năm 2010, dân số của thành phố này là 47573 người.

## Dân số
- Dân số năm 2000: 46279 người.
- Dân số năm 2010: 47573 người.